# FictionJunction 2008-2010 The Best of Yuki Kajiura Live
FictionJunction 2008-2010 The Best of Yuki Kajiura Live er et opsamlingsalbum over gruppen FictionJunctions koncerter i årene 2008-2010, hvor nogle af deres bedste optrædener er samlet.
Albummet indeholder optagelser fra Yuki Kajiura Live Vol.#2: 5. Numrene 1-4 på Disc 1 stammer fra Yuki Kajiura Live Vol.#2, numrene 5-8 stammer fra Yuki Kajiura LIVE Vol.#3, numrene 9-11 (FictionJunction Yuuka) og numrene 12-14 (FictionJunction) stammer fra Yuki Kajiura Live Vol.#4: Everlasting Songs Tour 2009. Derimod stammer alle indspilningerne på Disc 2 fra nye optagelser, der ikke tidligere havde været udgivet på DVD og som stammer fra Yuki Kajiura Live Vol.#5: Japanese Seal SP Live. 
Hikaru fra Kalafina og Yuriko Kaida udgjorde koret på numrene 9-11 på Disc 1.

## Spor
| 1.  | "The World"                               | Yuki Kajiura | .hack//Sign             | 6:07 |
| 2.  | "Vanity"                                  | Yuki Kajiura |                         | 4:13 |
| 3.  | "Liminality"                              | Yuki Kajiura | .hack//Liminality       | 5:01 |
| 4.  | "In the Land of Twilight, Under the Moon" | Yuki Kajiura | .hack//Sign             | 5:23 |
| 5.  | "Forest"                                  | Yuki Kajiura | El Cazador de la Bruja  | 4:58 |
| 6.  | "Winter"                                  | Yuki Kajiura |                         | 3:27 |
| 7.  | "Salva Nos"                               | Yuki Kajiura | Noir                    | 6:02 |
| 8.  | "聖夜 (Seiya)"                            | Yuki Kajiura |                         | 5:32 |
| 9.  | "暁の車 (Akatsuki no Kuruma)"             | Yuki Kajiura | Mobile Suit Gundam Seed | 5:44 |
| 10. | "Nowhere"                                 | Yuki Kajiura | Madlax                  | 5:05 |
| 11. | "約束 (Yakusoku)"                         | Yuki Kajiura |                         | 6:07 |
| 12. | "花守の丘 (Hanamori no Oka)"              | Yuki Kajiura | Hokuto no Ken: Toki Den | 5:33 |
| 13. | "Parallel Hearts"                         | Yuki Kajiura | Pandora Hearts          | 5:18 |
| 14. | "Everlasting Song"                        | Yuki Kajiura | Elemental Gelade        | 7:59 |

| 1.  | "Cynical World"                                                | Yuki Kajiura | .hack//Sign            | 5:21 |
| 2.  | "The Image Theme of Xenosaga II"                               | Yuki Kajiura | Xenosaga II            | 5:13 |
| 3.  | "Voyagers"                                                     | Yuki Kajiura | Keizai Rashinban       | 4:12 |
| 4.  | "Key of the Twilight"                                          | Yuki Kajiura | .hack//Sign            | 4:26 |
| 5.  | "L.A."                                                         | Yuki Kajiura | El Cazador de la Bruja | 5:27 |
| 6.  | "Everytime You Kissed Me"                                      | Yuki Kajiura | Pandora Hearts         | 5:05 |
| 7.  | "Darklore"                                                     | Yuki Kajiura |                        | 1:37 |
| 8.  | "Awake"                                                        | Yuki Kajiura |                        | 5:24 |
| 9.  | "Zodiacal Sign"                                                | Yuki Kajiura |                        | 6:09 |
| 10. | "Himeboshi (媛星, Princess Star)"                              | Yuki Kajiura |                        | 1:36 |
| 11. | "Mezame (目覚め, Awaking)"                                     | Yuki Kajiura |                        | 6:27 |
| 12. | "Materialise"                                                  | Yuki Kajiura |                        | 5:06 |
| 13. | "Sei Otome no Inori (聖乙女の祈り, Prayer of the Holy Maiden)" | Yuki Kajiura |                        | 3:40 |
| 14. | "I Reach for the Sun"                                          | Yuki Kajiura | El Cazador de la Bruja | 6:02 |
| 15. | "Open Your Heart"                                              | Yuki Kajiura | .hack//Sign            | 6:31 |
| 16. | "Farewell Song"                                                | Yuki Kajiura | Noir                   | 4:05 |

## Hitlisteplaceringer
| Hitliste             | Bedste placering | Salg  | Tid på listen |
| -------------------- | ---------------- | ----- | ------------- |
| Oricon Weekly Albums | 23               | 4.211 | 3 uger        |